# All Due Respect
"All Due Respect" je 65. epizoda HBO-ove televizijske serije Obitelj Soprano. To je 13. i posljednja epizoda pete sezone serije. Napisali su je David Chase, Robin Green i Mitchell Burgess, režirao John Patterson, a originalno je emitirana 6. lipnja 2004.

## Radnja
Tony je prisiljen donijeti odluku o svojem rođaku Tonyju Blundettu. Kako obitelj Lupertazzi nasrće na vojnike Sopranovih, posebno Bennyja, te prijeti Christopheru, Tony zna da ne smije oklijevati s akcijom. Na rođendanskoj večeri Raymonda Curta, Tony održi govor o trenutačnoj poziciji obitelji. Kaže, "moramo se odnositi prema ovome kao obitelj, a oni koji ne budu postupali u skladu s tim... snosit će odgovarajuće posljedice." Međutim, vojnici ne odustaju bez otpora. Vito Spatafore kaže kako je spreman umrijeti za pravu stvar, ali da je ova situacija "sranje". U mesnici, Larry Boy Barese i suradnici razgovaraju o Tonyjevoj naklonosti prema svojem rođaku Tonyju B. te da bi bilo koga drugoga predao. 
Tony zamoli savjet Strica Juniora, koji se još uvijek nalazi u kućnom pritvoru. Pokazuje se da Junior nije od pomoći jer mu je poremećena koncentracija - više je zabrinut za slanje košare s voćem svojem odvjetniku, Haroldu Melvoinu, koji je nedavno doživio moždani udar. Tony zatim potraži pomoć od dr. Melfi, ali kako on ne smije ulaziti u detalje, ona mu ne uspijeva pružiti željeni savjet. Dr. Melfi postaje frustrirana jer većina Tonyjeva života nije uključena u terapiju. Tony posjećuje Paulieja i otkrije sliku konja Pie-O-My i sebe, koja je trebala biti spaljena. Uzima je i odnosi u kontejner. Bacajući sliku u kontejner, Tony se zagleda u ruku na slici koja drži mač. 
Dok Tony B. stiže iz kupnje u nedavno upražnjenu farmu ujaka Pata, Tony priđe straga na trijem sa sačmaricom i ustrijeli rođaka, poštedivši ga spore i mučne smrti koju bi mu priuštila obitelj Lupertazzi. Soprano zatim obavještava Phila Leotarda gdje se Tony B. skriva. Nakon što Leotardo stiže kasnije kako bi se osvetio, očekuje kako je Tony B. živ, ali se šokira ugledavši truplo na hrpi cjepanica. Johnny Sack kasnije nazove Tonyja s liječničkog pregleda i kaže mu da "to nije riješilo stvar". Tony pristane sastati se s Johnnyjem sljedećeg jutra u Johnnyjevoj kući kako bi razriješili obiteljske razmirice. 
Tony pronalazi Christophera i upućuje ga da uzme Blundettovo tijelo i spali ga. Razgovaraju o Adrianinu ubojstvu i povezanosti s FBI-em. Tony upita Christophera je li Adriana možda spomenula išta FBI-u o Matthewu Bevilaqui ili Ralphu Cifarettu. Christopher se i dalje osjeća iznimno uzrujanim i izdanim, ali kaže kako je bio oprezan da ne oda informacije o ubojstvima. 
A.J. planira zabavu s prijateljem koja se ispostavlja iznimno uspješnom. On i prijatelj zarađuju po 300 dolara. Nakon što Carmela i Tony saznaju za njegovu poslovnu shemu, Carmela otkriva da je A.J. upitao svoga savjetnika koji bi kolege bili prikladni za planiranje događaja. Carmela kaže i kako A.J. provodi "svo svoje vrijeme" gledajući DVD izdanje filma 54 o Steveu Rubellu, čovjeku koji je pokrenuo slavni njujorški disko Studio 54. Sopranovi pronalaze utjehu u činjenici da je A.J. "zagrijan za nešto".
Sljedećeg jutra, Tony i Johnny Sack sastaju se u Sackovu domu u New Jerseyju kako bi pokušali pronaći rješenje trenutačnih problema između svojih obitelji. Tony ponudi udio od kasina na Aveniji Bloomfield, kojeg je Tony povjerio sada svojem pokojnom rođaku, kao dio mirovne ponude za Sacka da proslijedi Philu. Sack razmisli o ponudi, a Tony se nada da će nastaviti surađivati s njujorškom obitelji. Dok Johnny poziva Tonyja unutra na kavu, Tony ugleda muškarce kako dolaze iz šume u dvorište i pobjegne. Johnny pokuša učiniti isto, ali FBI pretraži kuću i susjedstvo Sacrimonijevih, a Sack biva uhićen. Nekoliko sati kasnije, nakon što je Tony pješke došao do svojeg susjedstva, nazove svojeg odvjetnika, Neila Minka, kako bi mu rekao što se dogodilo. Mink ga obavještava da je John optužen na temelju informacija prikupljenih od Jimmyja Petrillea, koji je godinama surađivao s FBI-em. Mink kaže Tonyju da bude sretan jer nije spomenut u optužnici. Tony konačno stiže kući preko svojeg stražnjeg dvorišta te pokuca na vrata da mu Carmela otvori. Ona ga pušta unutra, čudeći se zašto su Tonyjeve noge mokre.

## Glavni glumci
- James Gandolfini kao Tony Soprano
- Lorraine Bracco kao dr. Jennifer Melfi
- Edie Falco kao Carmela Soprano
- Michael Imperioli kao Christopher Moltisanti
- Dominic Chianese kao Corrado Soprano, Jr.
- Steven Van Zandt kao Silvio Dante
- Tony Sirico kao Paulie Gualtieri
- Robert Iler kao A.J. Soprano
- Jamie-Lynn Sigler kao Meadow Soprano
- Aida Turturro kao Janice Soprano *
- Drea de Matteo kao Adriana La Cerva *
- Steve Schirripa kao Bobby Baccalieri
- Vincent Curatola kao Johnny Sack
- Steve Buscemi kao Tony Blundetto

* samo potpis

### Gostujući glumci
| - Jerry Adler kao Hesh Rabkin - Tom Aldredge kao Hugh De Angelis - Flint Beverage kao agent FBI-a #1 - Denise Borino kao Ginny Sacrimoni - Cameron Boyd kao Matt Testa - Charles Anthony Burks kao tehničar - Chris Caldovino kao Billy Leotardo - Carl Capotorto kao Little Paulie Germani - Max Casella kao Benny Fazio - Paul Dano kao Patrick Whalen - Tony Darrow kao Larry Boy Barese - William DeMeo kao Jason Molinaro - Paul Diomede kao Jason Masucci - Jessica Dunphy kao Devin Pillsbury - Robert Funaro kao Eugene Pontecorvo - Joseph R. Gannascoli kao Vito Spatafore - Dan Grimaldi kao Patsy Parisi | - Marianne Leone kao Joanne Moltisanti - George Loros kao Raymond Curto - David Margulies kao Neil Mink - Louis Mustillo kao Salvatore 'Sal' Vitro - Arthur Nascarella kao Carlo Gervasi - Frank Pando kao agent Frank Grasso - Richard Petrocelli kao Rocco - Alex Revan kao agent FBI-a #3 - Anthony J. Ribustello kao Dante Greco - Joe Rowley kao agent FBI-a #2 - Adam Scarimbolo kao David Pasquale - Bob Shaw kao Ignatz Pravalkis - Bethany Therese kao Estela - Vinny Vella kao Jimmy Petrille - Frank Vincent kao Phil Leotardo - Barret Wall kao igrač američkog nogometa |

## Umrli
- Tony Blundetto: ustrijeljen u glavu sačmaricom od strane Tonyja Soprana kako bi ga poštedio još mučnije smrti od ruke Phila Leotarda nakon što je Tony B. ubio Philova brata Billyja.

## Naslovna referenca
- Razgovarajući s drugim kapetanima o obiteljskim problemima s New Yorkom, Vito koristi frazu "uz dužno poštovanje" ("All due respect") kako bi kritizirao obiteljsko vodstvo.
- Silvio koristi istu frazu prije toga rekavši Tonyju kako je previše ponosan.

## Produkcija
- Ovo je posljednja epizoda koju je režirao John Patterson, koji je umro 2005.
- Drea de Matteo na DVD komentaru prethodne epizode, "Long Term Parking", otkriva da lik Tonyja Blundetta nije trebao umrijeti u završnici pete sezone.
- Scena u kojoj Johnny Sack biva uhićen prikazana je i u epizodi šeste sezone "Soprano Home Movies", ali je korišten drugačiji kadar.

## Glazba
- Tijekom odjavne špice svira Van Morrisonova "Glad Tidings". Svira i ranije kad Christopher razgovara sa Silviom u restoranu, te kasnije tijekom scene u kojoj Tony B. stiže na farmu ujaka Pata, malo prije svoga ubojstva. U recenziji The Star-Ledgera ove epizode, objašnjava se važnost pjesme za radnju: "Korištenje Van Morrisonove "Glad Tidings" kao ponavljajućeg motiva klasični je primjer posvećenosti serije detaljima. Nekoliko trenutaka prije ubojstva Blundetta, čujemo strofu koja počinje s "And we'll send you glad tidings from New York" te završava s "Hope that you will come in right on time". Ako je "All Due Respect" išta pokazao, onda je to činjenica da je Tony sada sam na svijetu."[1]

## Vanjske poveznice
- All Due Respect u internetskoj bazi filmova IMDb-a